# Тундряная чечётка
Ту́ндряная чечётка, или ту́ндровая чечётка, или пе́пельная чечётка (лат. Acanthis flammea hornemanni), — подвид певчих воробьиных птиц из семейства вьюрковых (Fringillidae).

## Описание
Длина тела от 13 до 15 см, похожа на обыкновенную чечётку, но светлее. Надхвостье не полосатое, а чисто белое. Спина имеет серую окраску и выделяется на фоне светлой головы и светлой, немного полосатой нижней стороны.
Грудь самца имеет слабый розовый оттенок, отсутствующий у самки. Самец и самка имеют ярко-красное темя. Голос похож на голос обыкновенной чечётки, однако, отдельные звуки разделены яснее.

## Образ жизни
Большей частью тундровая птица, гнездящаяся в карликовых берёзах и низком густом кустарнике. Гнездо с яйцами состоит из 4—5 яиц, через 9—14 дней после появления на свет птенцы становятся самостоятельными. Семена берёзы, а также насекомые являются основным питанием тундряной чечётки. 

## Местообитание
Ареал A. f. hornemanni приходится на Элсмир, Баффинову Землю и северную Гренландию. Зимует на севере США и Британских островах. 